# Juan Pablo Sossa
Sossa  Sánchez est un nom espagnol. Le premier nom de famille, en général paternel, est Sossa ; le second, en général maternel, souvent omis, est Sánchez.
Juan Pablo Sossa Sánchez, né le 20 juillet 2001, est un coureur cycliste colombien.

## Biographie
En juin 2022, Juan Pablo Sossa remporte une étape du Tour de Colombie,. L'année suivante, il termine deuxième du championnat panaméricain sur route espoirs et troisième de la Vuelta a la Independencia Nacional.

## Palmarès sur route
- 2022
  - 2e étape de la Vuelta de la Juventud
  - 6e étape du Tour de Colombie
- 2023
  - 6e étape du Tour de Colombie des moins de 23 ans
  -  Médaillé d'argent du championnat panaméricain sur route espoirs
  - 3e de la Vuelta a la Independencia Nacional
- 2024
  - 3e étape du Tour d'Estrémadure
  - 3e du Tour d'Estrémadure
- 2025
  - 3e de la Domaio Heroica
  - 3e du Tour de Ségovie

### Classements mondiaux
| Année                                 | 2023 |
| ------------------------------------- | ---- |
| Classement mondial                    | 770e |
| UCI America Tour                      | 75e  |
|                                       |      |
| Légende : nc = non classéSource : UCI |      |

## Palmarès sur piste

### Championnats nationaux
- Medellín 2023
  -  Médaillé d'argent de la course scratch[3].
- Juegos Nacionales Eje Cafetero 2023
  -  Médaillé de bronze de la poursuite par équipes des XXII Juegos Deportivos Nacionales (avec Néstor Rueda, Diego Ochoa et Fabián Espinel)[4].